# ریبنیتسا (کرایوو)
ریبنیتسا (به صربی: Ribnica) یک منطقهٔ مسکونی در صربستان است که در کرالیفو واقع شده‌است. ریبنیتسا ۱٬۶۲۴ نفر جمعیت دارد.